# Yusuke Hoshino
Yusuke Hoshino (星野 有亮 Hoshino Yusuke?, nacido el 12 de mayo de 1992 en Tokio) es un futbolista japonés que se desempeña como centrocampista.

## Trayectoria

### Clubes
| Club             | País  | Año         |
| ---------------- | ----- | ----------- |
| Zweigen Kanazawa | Japón | 2015 - 2017 |
| Gainare Tottori  | Japón | 2018 -      |

## Estadística de carrera

### J. League
| Club             | Año   | J. League | J. League | Copa J. League | Copa J. League | Total | Total |
| Club             | Año   | Part.     | Goles     | Part.          | Goles          | Part. | Goles |
| ---------------- | ----- | --------- | --------- | -------------- | -------------- | ----- | ----- |
| Zweigen Kanazawa | 2015  | 17        | 1         | -              | -              | 17    | 1     |
| Zweigen Kanazawa | 2016  | 8         | 0         | -              | -              | 8     | 0     |
| Zweigen Kanazawa | 2017  | 0         | 0         | -              | -              | 0     | 0     |
| Total            | Total | 25        | 1         | 0              | 0              | 25    | 1     |